# António Almeida Henriques
António Joaquim Almeida Henriques ComMAIC (Viseu, 5 de maio de 1961 – Viseu, 4 de abril de 2021) foi um advogado, dirigente associativo e político português, que foi Presidente da Câmara Municipal de Viseu de 2013 a 2021. Membro do PPD/PSD, foi deputado na Assembleia da República entre 2002 e 2011 e Secretário de Estado Adjunto da Economia e Desenvolvimento Regional entre 2011 e 2013 (no primeiro governo de Pedro Passos Coelho). Foi Presidente da Associação Industrial da Região de Viseu entre 1994 e 2002 e Vice-Presidente da Confederação da Indústria Portuguesa entre 2005 e 2010.
Morreu a 4 de abril de 2021, no Hospital de S. Teotónio, em Viseu, vítima de Covid-19.

## Biografia

### Carreira política
Foi deputado à Assembleia da República, na XII Legislatura, tendo sido eleito como cabeça-de-lista pelo círculo de Viseu ainda Presidente da Assembleia Municipal de Viseu e da Assembleia da Comunidade Intermunicipal Viseu Dão Lafões.
Entre junho de 2011 e abril de 2013, exerceu as funções de Secretário de Estado Adjunto da Economia e Desenvolvimento Regional do XIX Governo Constitucional, governo dirigido por Passos Coelho, destacando-se na gestão dos Fundos Comunitários na vigência do QREN, tendo promovido a sua reprogramação, criou o regime de Revitalização de Empresas criou um regime mais favorável para as famílias endividadas.
Deputado à Assembleia da República nas IX, X e XI Legislaturas, foi vice-presidente do Grupo Parlamentar do PSD na XI Legislatura com a coordenação da área económica, tendo também exercido as funções de vice-presidente da Comissão de Assuntos Económicos da Assembleia da República e de vice-presidente da Delegação da OSCE (Organization for Security and Co-operation in Europe).
Nas eleições autárquicas de 2013, foi eleito Presidente da Câmara Municipal de Viseu, sucedendo ao seu colega de partido Fernando Ruas, que era Presidente da Câmara de Viseu desde 1990. Tomou posse como Presidente da Câmara em 22 de outubro de 2013. Nas eleições autárquicas de 2017 foi reeleito para o cargo.

### Vida associativa
Na vida associativa, foi vice-presidente da CIP - Confederação da Indústria Portuguesa, presidente do CEC/CCIC - Conselho Empresarial do Centro / Câmara de Comércio e Indústria e Presidente da AIRV - Associação Industrial da Região de Viseu.
Manteve uma participação muito ativa nas actividades empresariais de diversas instituições culturais, sociais e científicas da cidade e região de Viseu.
Era Comendador da Ordem Civil do Mérito Agrícola, Industrial e Comercial Classe Industrial, por atribuição do Presidente da República Jorge Sampaio a 17 de janeiro de 2006. Era ainda Presidente Honorário da AIRV, Associação Empresarial da Região de Viseu e do CEC-CCIC, Câmara de Comércio e Indústria do Centro de Portugal.
Era ainda colunista no Correio da Manhã.

### Cargos e funções que desempenhou
Política:
- Presidente da Câmara Municipal de Viseu de 22 de outubro de 2013 a 4 de abril de 2021
- Vice-presidente da Associação Nacional de Municípios Portugueses, Presidente da Secção das Cidades Inteligentes da ANMP
- Secretário de Estado Adjunto da Economia e Desenvolvimento Regional do XIX Governo Constitucional (2011/2013)
- Adjunto do Ministro da Juventude (1990/92)
- Deputado da Assembleia da República na IX e X e XI e XII Legislaturas
- Vice-presidente do Grupo Parlamentar do PSD (2005/07 e 2010/11)
- Coordenador do PSD da Comissão de Assuntos Europeus na IX Legislatura (2004/05)
- Membro e vice-coordenador da Comissão de Assuntos Europeus da Assembleia da República (2003/07)
- Membro da Comissão de Assuntos Económicos, Inovação e Energia, suplente das Comissões de Negócios Estrangeiros e Comunidades Portuguesas e Administração Pública e Ambiente, Ordenamento do Território e Poder Local e Membro do Grupo de Trabalho “Desenvolvimento Regional” (2010/11)
- Membro da Delegação Parlamentar da OSCE (2003/05) e Vice-presidente (2005/11)
- Vice-Presidente da Comissão de Assuntos Económicos, Inovação e Energia (2009/10)
- Membro dos Grupos Parlamentares de amizade com a China, Moçambique, Rússia e Polónia
- Presidente da Comissão Política da Secção de Viseu do PSD (1991/92)
- Presidente da Mesa da Assembleia da Secção de Viseu do PSD (1992/98 e 2000/06)
- Presidente da Assembleia Metropolitana da Grande Área Metropolitana de Viseu (2006/07)
- Primeiro Secretário (1990/94) e Deputado Municipal da Assembleia Municipal de Viseu (1990/2005)
- Membro do Conselho de Jurisdição Nacional do PSD (2008/09)

Associativa e empresarial:
- Presidente da Associação Industrial da Região de Viseu (1994/2002) e Vice-Presidente (1991/94)
- Presidente da Direção do Conselho Empresarial do Centro, Câmara de Comércio e Indústria (2002/10)
- Presidente do Conselho Fiscal da Associação dos Comerciantes do Distrito de Viseu (1991/92)
- Vice- Presidente da Direção do CEC-CCIC (1995/2000)
- Presidente da Assembleia Geral do Conselho Empresarial do Centro - Câmara de Comércio e Indústria do Centro (CEC-CCIC) (2010/11)
- Vice- Presidente da Confederação da Indústria Portuguesa (CIP) (2005/10)
- Presidente da Direção da Novotecna, Escola Tecnológica do Centro (1997/2000)
- Presidente do Conselho Fiscal da AEMITEC (1997/2000)
- Membro do Conselho Consultivo do Projeto para a Inovação do Centro (2000/02)
- Membro do Conselho Geral da AEP- Associação Empresarial de Portugal (1997/2003)
- Vice-Presidente do Conselho Superior Associativo da AEP (1999/ 2001)
- Membro do Conselho Superior para o Ensino e Formação da AEP
- Vice- Presidente e Presidente do Conselho Fiscal do Europarque - Centro Económico e Cultural (2000/03)
- Membro do Conselho Consultivo da CIP (2002/04)
- Coordenador da Comissão das Câmaras de Comércio e Indústria de Portugal (2000/03)
- Membro do Conselho Geral da ANJE (1991/2003)
- Presidente da Assembleia Geral da Associação dos Comerciantes e Instaladores de Serviços de Telecomunicações - ACIST (2002/04)
- Vice-Presidente do Conselho Consultivo da Escola Superior de Tecnologia de Viseu
- Membro do Conselho Geral do Instituto Politécnico de Viseu
- Presidente do Conselho Fiscal do Teatro Viriato até Junho de 2011
- Presidente da Assembleia Geral do Orfeão de Viseu até Junho de 2011
- Membro da Comissão de Acompanhamento do Programa Operacional do Centro (2000/03)
- Membro da Unidade de Gestão do Eixo 1 do PO Centro (2000/03)
- Membro do Comité de Direção do PRAI - Centro, Programa Regional de Ações Inovadoras do Centro (2000/03)
- Membro do Conselho Regional da Região Centro (2007/2010)
- Membro da Comissão de Acompanhamento do Programa Operacional do Centro no âmbito do QREN (2007/2010)
- Administrador da Beiragás, Companhia de Gás das Beiras SA (1998/2003)
- Presidente da Assembleia Geral das empresas Beiragás- Companhia de Gás das Beiras SA, Mais Vagos- Gestão de Parques Empresariais SA, Iutel-Infocomunicações SA
- Fundador, Administrador e/ ou gerente de diversas empresas municipais, entre as quais, Expovis, Promoção de Eventos, Ldª., GestinViseu, Gestão de Parques Empresariais, Ldª., Polis Invest SA, Polis Alçado, Ldª., QI- Consultoria Empresarial Ldª., Gabiforma Ldª., Soma Perfeita, Ldª., Iutel SA, Beiragás SA, Mais Vagos SA e Centro Venture SA(2000/2004)
- Presidente do Conselho Estratégico do Portugal Smart Citties Summit e Membro do Conselho da Região Centro